# Seoul Cycling Team/Saison 2011
Dieser Artikel listet Erfolge und Mannschaft des Seoul Cycling Teams in der Saison 2011 auf.

## Erfolge in der UCI Asia Tour
In den Rennen der Saison 2011 der UCI Asia Tour gelangen die nachstehenden Erfolge.
| Datum    | Rennen                     | Kat. | Fahrer      |
| -------- | -------------------------- | ---- | ----------- |
| 3. April | 3. Etappe Tour of Thailand | 2.2  | Ho Sung Cho |
| 4. April | 4. Etappe Tour of Thailand | 2.2  | Ho Sung Cho |
| 6. April | 6. Etappe Tour of Thailand | 2.2  | Ho Sung Cho |

## Zugänge – Abgänge
| Zugänge                  | Team 2010            | Abgänge          | Team 2011            |
| ------------------------ | -------------------- | ---------------- | -------------------- |
| Won Jae Lee              | Seoul Cycling (2008) | Hyo Suk Gong     | Geumsan Ginseng Asia |
| Da Sri Jung              | Neoprofi             | Byeong Cheol Lee | Unbekannt            |
| Sang Hyup Lee            | Neoprofi             |                  |                      |
| Gu Hyeon Kim (ab 01.08.) | Seoul Cycling (2009) |                  |                      |

## Mannschaft
| Name             | Geburtstag        | Nationalität |
| ---------------- | ----------------- | ------------ |
| Ho Sung Cho      | 15. Juni 1974     | Südkorea     |
| Jeong Seok Chung | 15. November 1981 | Südkorea     |
| Da Sri Jung      | 10. Dezember 1992 | Südkorea     |
| Hyun Suk Jung    | 16. April 1978    | Südkorea     |
| Gu Hyeon Kim     | 28. Januar 1989   | Südkorea     |
| Sang Hyup Lee    | 24. November 1992 | Südkorea     |
| Won Jae Lee      | 17. Oktober 1986  | Südkorea     |
| Seong Youn Oh    | 30. August 1981   | Südkorea     |
| Seon Ho Park     | 15. März 1984     | Südkorea     |
| Joon Yong Seo    | 14. März 1988     | Südkorea     |
| Seok Kyu Suh     | 19. Januar 1983   | Südkorea     |
| Jung Hwan Youm   | 1. Dezember 1985  | Südkorea     |

## Platzierungen in UCI-Ranglisten
UCI Asia Tour 2011
|      | Fahrer        | Punkte |
| ---- | ------------- | ------ |
| 116. | Ho Sung Cho   | 24     |
| 283. | Seon Ho Park  | 5      |
| 283. | Joon Yong Seo | 5      |